# Västnyland
Västnyland är den västra delen av landskapet Nyland och det tidigare Nylands län, i södra Finland. Västnyland betraktas i allmänhet som omfattande kommunerna Hangö, Raseborg, vilka är städer, Ingå, Sjundeå och Kyrkslätt samt det så kallade Sydlojo. Arean är, exklusive Lojo, 2 216 km². Området för dagens Västnyland är i huvudsak det samma som det för Raseborgs slottsläns utsträckning under medeltiden, med i tämligen hög grad de samma gränserna, och Raseborgs grevskaps utsträckning under 1500- och 1600-talen.

## Natur
Gällande landformer finns i Västnyland två områden av skilda slag. Sydost om Lojoåsen sträcker sig en odlingsbygd. I denna finns ganska få vattendrag och den delas upp av marker av skog. Nordost om åsen är en "bergslagsbygd", som är mera kullig och rik på sjöar, belägen. Den avvattnas genom Svartån till Pojoviken. Svartån är det mest betydelsefulla vattendraget i denna landsända och från förhistorien en rutt uppåt inlandet. Bergshöjderna vid den nordvästliga landskapsgränsen reser sig 80-90 m över havet. Något som utmärker mycket av det västligaste Västnyland är de stort utbredda, med tall bevuxna, sandmoar vilka bland annat på Hangö udd och Bromarvhalvön ger området dess topografiskt särskilda beskaffenhet. De fruktbara långsträckta dalarna som finns söder om åsen har vanligen sträckningarna öst-väst och nord-syd. Vid de platser där flera system av dalar löper genom varandra brer de ut sig till mer vidsträckta slätter, exempelvis vid Degerby i Ingå.
Kusten är ymnigt utvecklad och speciellt i öster klippig, bland annat på Porkala udde, Obbnäs udde och Kopparnäs udde. I väster skjuter många påfallande långsträckta vikar in, enkannerligen Gennarby- och Pojovikarna, vilka flankerar Hangöudd. I arkipelagen i Västnyland representerar Tvärminne zoologiska station och Yrkeshögskolan Sydväst forskningsintresse för grunda vikar och flador. Skärgård finns praktiskt taget långsefter hela kusten; öarna innefattar i öster, där den yttersta randen av skärgården har mindre bredd, Vormölandet och den egendomliga Fagerö, samt västerom Barösundsfjärden Älgsjö, Orslandet, Barö, Torsö, Skärlandet, Gullö, Odensö, Danskog, Älgö och Hermansö. Belägna i den allra yttersta skärgården är öarna Makilo, Jussarö (som förr haft en gruva), Hästö-Busö och Russarö, vilka alla är befästa. Landhöjningen i Västnyland är i normala fall ungefär 30 cm på 100 år.

## Samhälle
År 1994 bodde i Västnyland 75 966 personer, av vilka 47,7 % var svenskspråkiga. Invånarantalet år 2006 var 81 000, av vilka ungefär 43 % var svenskspråkiga. Omkring två procent av invånarna är invandrare och regionen är en av Finlands mest invandrartäta lantliga regioner. I historien har i Västnyland ofta befunnit sig människor från skilda länder och med skiftande bakgrunder.
Denna del av landet var för länge sedan det ledande järnbruksdistriktet i landet och än idag finns en viktig metallindustri här. I slutet av 1900-talet och början av 2000-talet blev emellertid verksamheten vid åtskilliga av de industrier som ledde sitt ursprung från järnbruksepoken upphörd med. Textilindustrin kom att gå lysande framåt 1800-talets slut, men efter andra världskriget gick den utför och stannade längre fram i tiden fullständigt upp, vilket också skedde för industrin för byggnadsmaterial och industrin för livsmedel. Detta fick till följd att Västnyland, som fram till dess stadigvarande hade hört till de burgnaste regionerna i landet, gled en aning bakåt om resten av landet i ekonomisk framgång. Till bruken i Billnäs och Fiskars kom förr i stort antal arbetare från utlandet.
Idag finns i Hangö, Koverhar och Ingå stora hamnar, i Kantvik och Skuru små. Ekenäs är huvudort för landsändans kommers och kultur med exempelvis landskapsmuseum. Härifrån sänder sedan 1947 det svenskspråkiga Västnylands egen regionradio, för närvarande Yle Vega Västnyland. En undersökning om finlandssvenskarnas radiolyssnande 1999 visade att den största räckvidden och lyssnartiden för Yle Vega var i Västnyland. I Ekenäs publiceras också Västra Nyland, som är regiontidning.